# Grupo Modelo

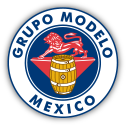
Logo van de brouwerij Grupo Modelo

Grupo Modelo is een grote Mexicaanse brouwerij met het hoofdkwartier in Mexico-Stad. De brouwerij is sinds 2012 volledig eigendom van AB-InBev.

## Activiteiten
Grupo Modelo is de grootste bierproducent van Mexico en heeft een marktaandeel van bijna 60% in de thuismarkt. Er zijn negen brouwerijen en het bedrijf telt zo'n 30.000 medewerkers. De groep domineert de exportmarkt van Mexicaanse bieren en merken uit het portfolio behoren tot de belangrijkste importbieren in het Verenigd Koninkrijk, de Verenigde Staten en Canada.

### Portfolio
In 2012 verkocht het bedrijf 57 miljoen hectoliter bier, waarvan 38 miljoen in Mexico.

Grupo Modelo brouwt zes exportmerken:
- Corona Extra (kortweg Corona genoemd);
- Corona Light;
- Negra Modelo;
- Modelo Especial;
- Modelo Light;
- Pacífico

Daarnaast brouwt Grupo Modelo ook merken die alleen in Mexico verkrijgbaar zijn. Deze merken omvatten onder meer:
- Victoria;
- Estrella (verkrijgbaar in westelijk Mexico)
- León
- Montejo (oorspronkelijk alleen verkrijgbaar in Yucatán)

## Geschiedenis
In 1925 werd Cervecería Modelo opgericht door Braulio Iriarte. In 1930 werd Pablo Díez Fernández directeur en hij kocht aandelen op en werd zo in 1936 de grootste aandeelhouder. Diez Fernandez breidde het bedrijf uit door aanverwante activiteiten te kopen zoals flessen, doppen en verpakkingsmateriaal, maar ook door andere brouwerijen over te nemen. In 1935 werd de brouwerij van Victoria bier opgekocht, gevolgd door Estrella en Pacífico allebei in 1954. Mede door forse marketing- en advertentie-uitgaven werd het in 1956 de grootste bierbrouwer van het land met een marktaandeel van 31,6%. Antonio Fernández Rodríguez volgde in 1971 Díez Fernández op als directeur. Onder zijn leiderschap steeg met marktaandeel verder naar 45% in 1985.
Onder Rodríguez namen de activiteiten in de Verenigde Staten sterk toe. De verkoop van Corona steeg van 1,8 miljoen dozen in 1984 naar 13,5 miljoen in 1986. Het verdrong biermerken als Beck's en Molson en alleen Heineken behaalde nog hogere verkopen in het marktsegment importbieren. In 1987 stegen de verkopen verder naar 22 miljoen dozen. In 1987 kwamen er geruchten in de markt dat Corona bier ook urine zou bevatten. In de regio's waar deze geruchten circuleerden, daalden de bierverkopen sterk. Het duurde tot 1992 voordat Corona weer met 15 miljoen dozen op de tweede plaats van importbieren stond.
Als een gevolg van de Mexicaanse schuldencrisis daalden de bierverkopen in 1982 en 1983. In 1985 nam Valores Industriales SA (Visa), de eigenaar van biermerk Cervecería Cuauhtemoc, Moctezuma over dat korte tijd daarvoor failliet was gegaan. Modelo werd hierdoor van de eerste plaats verdrongen in de thuismarkt. In 1991 herwon Modelo weer de leidende positie in de Mexicaanse biermarkt en werd, FEMSA in handen van Visa, weer nummer twee. In 1991 werd de naam gewijzigd van Cervecería Modelo in Grupo Modelo en in 1994 volgde een beursnotering. In 1997 was het marktaandeel gestegen naar 55% en werd zo'n 35 miljoen hectoliter aan bier geproduceerd.
In 1993 nam Anheuser-Busch een klein aandelenbelang in het bedrijf. In juli 2006 had het 50% van de aandelen in handen al bleef het beheer berusten bij de Mexicaanse partner.
Op 29 juni 2012 maakte AB InBev bekend dat het de volledige eigenaar werd van Grupo Modelo. Inbev was tot dan voor 50% eigenaar van het bedrijf na de overname van Anheuser-Busch in 2008. Met de verkoop was er een bedrag gemoeid van US$ 14,2 miljard. Om toestemming te krijgen van de mededingingsautoriteiten werd een deel van de activiteiten in de Verenigde Staten afgestoten aan Constellation Brands. Constellation Brands kreeg ook het recht van gebruik op de merknaam ‘Corona’ in het land.
Door de overeenkomst met AB-Inbev heeft het bedrijf het exclusieve recht op import en distributie van bieren van AB-Inbev. Binnen Mexico is Cuauhtémoc Moctezuma Modelo's belangrijkste concurrent.